# Епархия Тауннгу
Епархия Тауннгу (лат. Dioecesis Tunguensis) — епархия Римско-Католической церкви с центром в городе Тауннгу, Мьянма. Епархия Тауннгу входит в митрополию Таунджи.

## История
27 ноября 1866 года Римский папа Пий IX издал буллу Catholicae fidei, которой учредил апостольский викариат Восточной Бирмы, выделив его из апостольского викариата Бирмы.
27 апреля 1927 года апостольский викариат Восточной Бирме передал часть своей территории для возведения новой апостольскую префектуру  Чёнгтуна (сегодня - Епархия Чёнгтуна). В этот же день апостольский викариат Восточной Бирмы был переименован в апостольский викариат Тауннгу.
1 января 1955 года Римский папа Пий XII выпустил буллу Dum alterna, которой преобразовал апостольский викариат Тауннгу в епархию Тауннгу, которая вступила в митрополию Рангуна.
21 марта 1961 года епархии Тауннгу передала часть своей территории для возведения новой епархии Таунджи (сегодня - Архиепархия Таунджи).
17 января 1998 года епархия Тауннгу вошла в митрополию Таунджи.

## Ординарии епархии
- епископ Tancredi Conti (1882 — …);
- епископ Rocco Tornatore PIME (1889 — 1908);
- епископ Emmanuel Segrada PIME (1908 — 1936);
- епископ Alfredo Lanfranconi PIME (1937 — 1959);
- епископ Sebastian U Shwe Yauk (1961 — 1988);
- епископ Isaac Danu (1989 — по настоящее время).

## Источник
- Annuario Pontificio, Ватикан, 2007
- Булла Dum alterna, AAS 47 (1955), стр. 263  (лат.)